# Zellinkopf
Der Zellinkopf ist ein 2597 m ü. A. hoher Berg in den südwestlichen Ausläufern der Goldberggruppe nördlich über dem Mölltal. Der Gipfel liegt an der Grenze der Gemeinden Rangersdorf und Mörtschach.
Der Zellinkopf liegt im Kamm, der vom Staller Tor (2152 m) über Martischnigspitze (2364 m), Ruckenkopf (2542 m, auch Hruckenkopf oder Kruckenkopf), Hochnase (2560 m, auch Hohe Nase), Zellinkopf, Leitenkopf  (2449 m) und Ebeneck (2283 m) zur Wallfahrtskirche Marterle in Rangersdorf führt. Die Gras- und Schrofengipfel können aus den begleitenden Tälern Mölltal und Kolmitzen beliebig über die Hänge erstiegen werden. Laut Alpenvereinsführer wird dies jedoch „nie durchgeführt und [ist] auch völlig abwegig“. Für die Überschreitung des Kammes veranschlagt der Alpenvereinsführer 9, mit Rückkehr zum Ausgangspunkt 15 Stunden Gehzeit.

## Quelle
- Liselotte Buchenauer, Peter Holl: Alpenvereinsführer Ankogel- und Goldberggruppe. Bergverlag Rudolf Rother, München 1986. Rz 1470–1471. ISBN 3-7633-1247-1